# Stazione di Correggio
La stazione di Correggio è stata una stazione ferroviaria posta lungo la ex linea ferroviaria Bagnolo in Piano-Carpi dismessa nel 1955, era a servizio del comune emiliano di Correggio.

## Storia
La stazione, fu attivata nel il 23 ottobre 1886 insieme alla prima tratta Bagnolo in Piano-Correggio mentre il 15 ottobre 1887 fu attivata la seconda tratta Bagnolo in Piano-Carpi dalla SAFRE (dal 1936 CCFR). La stazione continuò il suo esercizio fino alla sua chiusura avvenuta nel 1955. È sede del comando di Polizia Locale dei comuni dell'Unione di comuni Pianura Reggiana, che raggruppa Correggio e vari comuni di Reggio Emilia.